# 克里斯托弗·贾奇
克里斯托弗·贾奇（1964年—）是一位美国演员。他曾是太平洋十二校聯盟中的橄欖球球员。他曾出演星際之門：SG-1，他也是戰神系列中奎托斯的第二位配音員，分别在戰神（2018 年）及其续集戰神：諸神黃昏（2022 年）中為奎托斯配音。